# Bena bicolorana
Bena bicolorana é uma espécie de insetos lepidópteros, mais especificamente de traças, pertencente à família Nolidae.
A autoridade científica da espécie é Fuessly, tendo sido descrita no ano de 1775.
Trata-se de uma espécie presente no território português.